# Power-to-Chemicals
Power-to-Chemicals (deutsch etwa: Strom zu Chemikalien) bezeichnet einen Prozess, bei dem überschüssige elektrische Energie aus erneuerbaren Energien über Wasserelektrolyse und weitere nachgeschaltete Schritte zur Herstellung von chemischen Rohstoffen verwendet wird. Bei Power-to-Chemicals handelt es sich demnach um eine Power-to-X-Technologie, die im Rahmen der Energiewende zur Sektorkopplung eingesetzt werden kann. Power-to-Chemicals basiert auf dem Power-to-Gas-Prozess, mit dem sie eng verwandt ist. Allerdings werden die erzeugten Produkte nicht zur direkten Energiespeicherung eingesetzt, sondern sind für die stoffliche Nutzung bestimmt, um auf diese Weise auch die Grundstoffproduktion der chemischen Industrie dekarbonisieren zu können.

## Prozess
Ausgangspunkt für den Power-to-Chemicals-Prozess ist zunächst die Elektrolyse von Wasser, bei der Wasser in Sauerstoff und Wasserstoff gespalten wird. Der hierbei gewonnene Wasserstoff dient daraufhin in einem zweiten Schritt zusammen mit Kohlenstoffdioxid zur Herstellung eines Synthesegases für eine Methanolsynthese zu Methanol oder eine Fischer-Tropsch-Synthese zu einer Mischung gasförmiger und flüssiger Kohlenwasserstoffe, die wiederum als Ausgangsmaterial für eine Vielzahl anderer Prozesse zur Herstellung von Ethylen, Propylen oder anderen Produkten und darauf aufbauenden Folgeprodukten weiterverwendet werden können. Mit Stickstoff umgesetzt kann der Wasserstoff zudem für die Synthese von Ammoniak und deren vor allem als Düngemittel genutzten Salzen Ammoniumcarbamat, Ammoniumcarbonat und Ammoniumhydrogencarbonat genutzt werden (Power-to-Ammonia).

## Hintergrund
Da die Chemieindustrie sowohl bei der Energiegewinnung wie auch bei den stofflich genutzten fossilen Grundstoffe maßgeblich auf den fossilen Rohstoffen Erdöl und Erdgas basiert, muss die Chemieindustrie mit der Verknappung dieser Rohstoffe sowie zum Schutz des Klimas zunehmend ihre Rohstoffbasis auf regenerative Energie- und Kohlenstoffquellen umgestellt werden. Alternativen zu fossilen Chemierohstoffen sind neben Biomasse synthetisch aus Kohlendioxid hergestellte Kohlenwasserstoffe auf Basis von Power-to-X-Technologien wie z. B. Power-to-Gas sowie bereits in der Technosphäre vorhandene Kohlenstoffe in Form von Kunststoff und anderen Produkten, die durch Chemisches Recycling einer Kreislaufwirtschaft zugeführt werden können. Da Kohlenstoff die Basis organischer Chemieprozesse ist, kann man in diesem Fall nicht von einer die Dekarbonisierung („Verzicht von Kohlenstoff“) sprechen.
Power-to-Gas-Anlagen ermöglichen es, mittels erneuerbarem Überschussstrom synthetische Rohstoffe auf Basis von Wasser und Kohlendioxid zu gewinnen, aus denen wiederum komplexere Grundstoffe wie Methan, Methanol oder Polymere hergestellt werden können. Indirekt handelt es sich bei Power-to-Chemicals wie bei Power-to-Gas um einen Speicherprozess für elektrische Energie, da auf diese Weise fossile Energieträger substituiert und nicht mehr als Rohstofflieferanten benötigt werden, sondern potentiell für energetische Zwecke zur Verfügung stehen oder im Boden verbleiben können. Zudem können Power-to-Chemicals-Anlagen das Energiesystem wie auch andere Speicher flexibler gestalten, beispielsweise durch Bereitstellen von Regelleistung oder durch Einsatz im Lastmanagement, und so zur Sektorkoppelung beitragen.
Als Abnehmer der Produkte kommt insbesondere die Chemieindustrie in Frage, jedoch haben auch weitere Industriebranchen einen teils hohen Bedarf für Wasserstoff oder andere Synthesegase. Beispielsweise könnten Erdölraffinerien, die einen erheblichen Wasserstoffbedarf zur Herstellung von Kraftstoffen haben, mit Wasserstoff aus Power-to-Gas-Anlagen versorgt werden, womit der CO2-Ausstoß des Verkehrs nennenswert gesenkt werden könnte. Mit dem Einsatz von Power-to-Chemicals lassen sich somit bestimmte Industrieprozesse dekarbonisieren, die derzeit noch mit fossilen Brennstoffen versorgt werden. Beispielsweise verbrauchte die deutsche Industrie im Jahr 2010 mehr als 60 TWh Wasserstoff, der praktisch komplett aus fossilen Quellen gewonnen wurde. Aus energiewirtschaftlicher Sicht ist es daher sinnvoll, zunächst einmal den Wasserstoffbedarf der Industrie mittel Power-to-Chemicals zu decken, bevor Wasserstoff im Power-to-Gas-Prozess zu Methan weiterverarbeitet wird, da sonst gleichzeitig Wasserstoff aus fossilem Methan/Erdgas und künstliches Methan aus Wasserstoff erzeugt würde. Ebenso weist die Herstellung von Syngas für die Chemieindustrie einen höheren Umweltnutzen auf als die Herstellung von Methan via mittels Power-to-Gas-Technik.